# Ochradenus socotranus
Ochradenus socotranus là một loài thực vật thuộc họ Resedaceae. Đây là loài đặc hữu của Yemen. Môi trường sống tự nhiên của chúng là vùng nhiều đá.